# پودبیشچه
پودبیشچه (به لاتین: Podbišće) یک منطقهٔ مسکونی در مونته‌نگرو است که در مویکوواس واقع شده‌است. پودبیشچه ۶۵۸ نفر جمعیت دارد.